# Juillet 2012

## Faits marquants
- Inondations en Corée du Nord
- 1er juillet :
  - référendum constitutionnel au Liechtenstein ;
  - élections présidentielle et législatives au Mexique ;
  - élections législatives au Sénégal.
- 4 juillet : 
  - annonce de la découverte du boson de Higgs au CERN.
  - des ours en peluche portant des messages pro-démocratie sont largués en Biélorussie.
- 7 juillet : première élection du Congrès général national libyen.
- 15 juillet : premier tour des élections législatives en République du Congo.
- 16 juillet : Nkosazana Dlamini-Zuma est nommée à la tête de la Commission de l’Union africaine.
- 18 juillet : plusieurs hauts responsables du régime syrien sont tués ou blessés dans un attentat à Damas.
- 18 juillet : sept personnes, dont cinq touristes israéliens, meurent lors d’un attentat-suicide à Bourgas, en Bulgarie.
- 19 juillet : Bako Sahakian est réélu président du Haut-Karabagh.
- 20 juillet : une fusillade fait 12 morts et 58 blessés lors d’une séance de cinéma à Aurora, aux États-Unis.
- 22 juillet :
  - la Russie remporte pour la deuxième fois le championnat européen de go par équipes à Bonn lors du congrès européen annuel;
  - Bradley Wiggins devient le premier Britannique à remporter le Tour de France;
  - Pranab Mukherjee est élu président de l’Inde.
- 24 juillet : le président en exercice du Ghana, John Atta-Mills, meurt à l’âge de 68 ans ; le vice-président John Dramani Mahama lui succède.
- 25 juillet : la NASA annonce que 97 % de la surface de la calotte groenlandaise s’est dégelée à la mi-juillet.
- 27 juillet : ouverture des Jeux olympiques de Londres.
- 28 juillet : le 97e congrès mondial d’espéranto s’ouvre à Hanoï, jusqu’au 4 aout. Il est suivi par des participants venus de 62 pays a pour thème « L’espéranto, un pont vers la paix, l’amitié et le développement ».